# Independiente Rivadavia
Club Sportivo Independiente Rivadavia, znany skrótowo jako CSIR – argentyński klub piłkarski z siedzibą w mieście Mendoza.

## Osiągnięcia
- Udział w mistrzostwach Argentyny Nacional (6): 1968, 1973, 1977, 1979, 1980, 1982
- Mistrz lokalnej ligi (liga mendocina): 1937, 1945, 1960

## Historia
Independiente Rivadavia  założony został w mieście Mendoza 24 stycznia 1913. Obecnie klub gra w drugiej lidze argentyńskiej Primera B Nacional.